# Boom Clap
Boom Clap ist ein Lied der britischen Sängerin und Songwriterin Charli xcx. Der Song wurde am 17. Juni 2014 veröffentlicht und ist
auf dem Soundtrack des 2014 erschienenen US-amerikanischen Filmdramas Das Schicksal ist ein mieser Verräter enthalten. Außerdem ist der Song auf Charli xcxs drittem Studioalbum Sucker enthalten.
Der Song erreichte sowohl in den britischen Singlecharts als auch in den Billboard Hot 100 Platzierungen innerhalb der Top 10.

## Musikalisches
Boom Clap ist ein Dark-Pop- und Synthpop-Song, welcher von Charli xcx, Fredrik Berger, Patrik Berger und Stefan Gräslund geschrieben worden ist. Der Song wurde ursprünglich für Charli XCXs zweites Album True Romance geschrieben, später jedoch Hilary Duff für ihr Album angeboten. Als Duffs Management den Song ablehnte, entschied sich Charli XCX diesen als ihren Beitrag für den Das Schicksal ist ein mieser Verräter-Soundtrack zu singen. In einem späteren Interview äußerte sich Duff, dass sie keine Ahnung hatte, dass Charli XCX diesen Song ihrem Management anbot. Hätte sie dies gewusst, hätte sie den Song aufgenommen, so Duff weiter. Boom Clap ist in E-Dur geschrieben, Charli XCXs Stimmumfang reicht von Gis3 bis Cis5. Der im Viervierteltakt komponierte Song hat ein Tempo von 92 Schlägen pro Minute.

## Rezeption

### Kritiken
Boom Clap wurde überwiegend positiv bewertet. Gennaro Aliperti von CMJ beschrieb den Song als „hymnisch und einprägsam“. Andre Lew von Renowned For Sound lobte den Unterschied zwischen der „gemäßigten Strophe“ und dem „süßen Refrain“ und schrieb weiterhin, dass Boom Clap „der ideale Song sei, um Charli XCXs Musik einem neuen Publikum bekannt zu machen“. Amy Davidson von Digital Spy erklärte, der Song ist ein „donnerndes Liebeslied, welches bekräftigt, das Charli XCX ein Popstar auf Grund eigener Begabung ist“.

### Preise
Boom Clap war bei den Teen Choice Awards 2014 in der Kategorie Choice Music: Love Song und bei den MTV Video Music Awards 2014 in der Kategorie Artist to Watch nominiert, konnte jedoch keinen Preis gewinnen.

## Kommerzieller Erfolg

### Chartplatzierungen
Boom Clap erreichte sowohl in Großbritannien als auch in den Vereinigten Staaten die Top 10 der Singlecharts und ist Charli XCXs erster internationaler Charterfolg als Solokünstlerin. Vorher erreichte sie mit Icona Pop und dem Song I Love It Platz 1 der britischen Singlecharts und in Zusammenarbeit mit Iggy Azalea bei dem Song Fancy die Spitze der Billboard Hot 100. Boom Clap erreichte unter anderem weitere Top-10-Platzierungen in Australien, Kanada und Neuseeland.
| ChartsChartplatzierungen       | Höchstplatzierung | Wochen |
| ------------------------------ | ----------------- | ------ |
| Deutschland (GfK)              | 36 (22 Wo.)       | 22     |
| Österreich (Ö3)                | 26 (19 Wo.)       | 19     |
| Schweiz (IFPI)                 | 33 (12 Wo.)       | 12     |
| Vereinigte Staaten (Billboard) | 8 (25 Wo.)        | 25     |
| Vereinigtes Königreich (OCC)   | 6 (26 Wo.)        | 26     |

| ChartsJahrescharts (2014)      | Platzierung |
| ------------------------------ | ----------- |
| Vereinigte Staaten (Billboard) | 34          |
| Vereinigtes Königreich (OCC)   | 62          |

### Auszeichnungen für Musikverkäufe
Boom Clap wurde weltweit mit 1× Gold und 12× Platin ausgezeichnet. Damit wurde die Single mehr als 4,5 Millionen Mal weltweit verkauft. Der Song erhielt für über 600.000 verkaufter Kopien in Großbritannien eine Platin-Schallplatte. und für über drei Millionen verkaufter Kopien in den Vereinigten Staaten drei Platin-Schallplatten.
| Land/Region                  | Auszeichnungen für Musikverkäufe (Land/Region, Auszeichnung, Verkäufe) | Verkäufe  |
| ---------------------------- | ---------------------------------------------------------------------- | --------- |
| Australien (ARIA)            | 2× Platin                                                              | 140.000   |
| Deutschland (BVMI)           | Gold                                                                   | 200.000   |
| Italien (FIMI)               | Platin                                                                 | 50.000    |
| Kanada (MC)                  | 3× Platin                                                              | 240.000   |
| Neuseeland (RMNZ)            | Platin                                                                 | 15.000    |
| Schweden (IFPI)              | Platin                                                                 | 40.000    |
| Vereinigte Staaten (RIAA)    | 3× Platin                                                              | 3.000.000 |
| Vereinigtes Königreich (BPI) | Platin                                                                 | 786.000   |
| Insgesamt                    | 1× Gold · 12× Platin ·                                                 | 4.551.000 |

Hauptartikel: Charli xcx/Auszeichnungen für Musikverkäufe

### Auszeichnungen für Musikstreaming
| Land/Region     | Auszeichnungen für Musikverkäufe (Land/Region, Auszeichnung, Verkäufe) | Verkäufe  |
| --------------- | ---------------------------------------------------------------------- | --------- |
| Dänemark (IFPI) | Gold                                                                   | 1.300.000 |
| Insgesamt       | 1× Gold ·                                                              | 1.300.000 |